# Chlorogomphus brittoi
Chlorogomphus brittoi är en trollsländeart som beskrevs av Navás 1934. Chlorogomphus brittoi ingår i släktet Chlorogomphus och familjen kungstrollsländor. Inga underarter finns listade i Catalogue of Life.